# Ан Вуд
Ан Вуд је енглески дечји телевизијски продуцент, одговорна је за стварање Телетабиса са Ендруом Давенпортом. Такође је основала Регдол Продакшнс и Ди-Ејч-Екс Медиа. Добила је неколико награда, како личних, тако за своју телевизијску продукцију.
Рођена је у енглеском граду Спенимуру, а одрастала је у околном месту по имену Тудоу Колиери.

## Предавање
Квалификовала се као средњошколска наставница у Бингли тренинг колеџу у Јоркширу и заузела свој први наставнички пост у родном Спенимуру. Удала се за Барија Вуда 1959. и преселила се у Сурбитон, Сари, где је предавала у средњој школи Холифилд Роуд.
Ово је била ера њене прве дечје сликовнице, радила је за Scholastic Corporation који се бавио издаваштвом сликовница у школама. Повукла се са поста наставнице по ћеркином рођењу, али је наставила да ради као уредник у Scholastic Corporation-у.

## Дечје књиге
Када се породица Вуд преселила у Бајфлит у Сарију, развила је свој интерес о спајању књига и развоја деце. 1965. је основала и уређивала тромесечни часопис Books for Your Children, који је био намењен родитељима, наставницима и библиотекарима, био је подржан од стране дечјих издавача. У почетку је Уметнички савет Велике Британије подржао часопис малом финансијском донацијом. Као даљу промоцију дечјих књига, Вудова је 1969. основала Федерацију група дечјих књига, која и дан данас ради. Исте године је за промоцију дечјих књига добила награду Елионор Фарџион.

## Телевизијска продукција
Радила је на стварању многих дечјих телевизијских програма, почев од 1977. за многе компаније и телевизије: Tyne Tees Television, Јоркширска телевизија, TV-AM, Регдол Продакшнс, Ди-Ејч-Екс Медиа.
Најпознатији дечји телевизијски програми на којима је радила су: Телетабиси, У ноћној башти, Дипдап.